# Accendi lo spirito
Accendi lo spirito è un singolo della cantautrice italiana Dolcenera, il secondo estratto dal sesto album in studio Le stelle non tremano e pubblicato il 26 settembre 2014.

## Video musicale
Nel videoclip la cantante si è cimentata nella danza verticale acrobatica in sospensione, insieme ad un corpo di ballerine specialiste di questa disciplina.
Nello sfondo una sequenza di proiezioni ideate dalla stessa Dolcenera e Jò Campana.

## Tracce
1. Accendi lo spirito – 4:03

## Formazione
Musicisti
- Dolcenera – voce, tastiera, sintetizzatore, programmazione
- Antonio Petruzzelli – basso
- Paolo Valli – batteria
- Mattia Tedesco – chitarra
- Pio Stefanini – programmazione

Produzione
- Pio Stefanini – registrazione
- Cristian Milani – missaggio
- Chris Gehringer – mastering